# Saâcy-sur-Marne
Saâcy-sur-Marne és un municipi francès, situat al departament de Sena i Marne i a la regió de Illa de França. L'any 2007 tenia 1.756 habitants.
Forma part del cantó de La Ferté-sous-Jouarre, del districte de Meaux i de la Comunitat de comunes del Pays fertois.

## Demografia

### Població
El 2007 la població de fet de Saâcy-sur-Marne era de 1.756 persones. Hi havia 675 famílies, de les quals 169 eren unipersonals (76 homes vivint sols i 93 dones vivint soles), 209 parelles sense fills, 253 parelles amb fills i 44 famílies monoparentals amb fills.
La població ha evolucionat segons el següent gràfic:
Habitants censats

### Habitatges
El 2007 hi havia 866 habitatges, 697 eren l'habitatge principal de la família, 109 eren segones residències i 60 estaven desocupats. 760 eren cases i 90 eren apartaments. Dels 697 habitatges principals, 538 estaven ocupats pels seus propietaris, 145 estaven llogats i ocupats pels llogaters i 14 estaven cedits a títol gratuït; 10 tenien una cambra, 56 en tenien dues, 145 en tenien tres, 167 en tenien quatre i 319 en tenien cinc o més. 512 habitatges disposaven pel capbaix d'una plaça de pàrquing. A 357 habitatges hi havia un automòbil i a 232 n'hi havia dos o més.

### Piràmide de població
La piràmide de població per edats i sexe el 2009 era:
| Homes | Edats   | Dones |
| ----- | ------- | ----- |
| 0     | 95 o +  | 4     |
| 0     | 90 a 94 | 12    |
| 12    | 85 a 89 | 20    |
| 8     | 80 a 84 | 28    |
| 36    | 75 a 79 | 44    |
| 32    | 70 a 74 | 24    |
| 32    | 65 a 69 | 32    |
| 44    | 60 a 64 | 44    |
| 28    | 55 a 59 | 28    |
| 84    | 50 a 54 | 40    |
| 60    | 45 a 49 | 64    |
| 56    | 40 a 44 | 64    |
| 24    | 35 a 39 | 68    |
| 80    | 30 a 34 | 52    |
| 48    | 25 a 29 | 52    |
| 36    | 20 a 24 | 56    |
| 32    | 15 a 19 | 60    |
| 68    | 10 a 14 | 64    |
| 52    | 5 a 9   | 100   |
| 48    | 0 a 4   | 68    |

## Economia
El 2007 la població en edat de treballar era de 1.114 persones, 802 eren actives i 312 eren inactives. De les 802 persones actives 716 estaven ocupades (387 homes i 329 dones) i 86 estaven aturades (46 homes i 40 dones). De les 312 persones inactives 109 estaven jubilades, 94 estaven estudiant i 109 estaven classificades com a «altres inactius».

### Ingressos
El 2009 a Saâcy-sur-Marne hi havia 728 unitats fiscals que integraven 1.808 persones, la mediana anual d'ingressos fiscals per persona era de 19.434,5 €.

### Activitats econòmiques
Dels 93 establiments que hi havia el 2007, 2 eren d'empreses extractives, 3 d'empreses alimentàries, 1 d'una empresa de fabricació de material elèctric, 2 d'empreses de fabricació d'altres productes industrials, 15 d'empreses de construcció, 25 d'empreses de comerç i reparació d'automòbils, 5 d'empreses de transport, 4 d'empreses d'hostatgeria i restauració, 3 d'empreses d'informació i comunicació, 3 d'empreses immobiliàries, 11 d'empreses de serveis, 12 d'entitats de l'administració pública i 7 d'empreses classificades com a «altres activitats de serveis».
Dels 22 establiments de servei als particulars que hi havia el 2009, 1 era una oficina de correu, 2 tallers de reparació d'automòbils i de material agrícola, 2 paletes, 1 guixaire pintor, 2 fusteries, 3 lampisteries, 3 electricistes, 3 perruqueries, 2 restaurants, 2 agències immobiliàries i 1 saló de bellesa.
Dels 8 establiments comercials que hi havia el 2009, 1 era una botiga de més de 120 m², 2 fleques, 2 carnisseries, 2 joieries i 1 una joieria.
L'any 2000 a Saâcy-sur-Marne hi havia 10 explotacions agrícoles.

## Equipaments sanitaris i escolars
L'únic equipament sanitari que hi havia el 2009 era una farmàcia.
El 2009 hi havia 2 escoles elementals.

## Poblacions més properes
El següent diagrama mostra les poblacions més properes.